# Dangibon
El dangibon (en japonés:談義本) es un género literario japonés premoderno. Los textos, de un enfoque satírico-humorístico, se usaban para educar a las masas. Es un tipo de gesaku.

## Desarrollo
Masuho Zankō e Issai Chozan son considerados los fundadores del género. En 1715, Masuho escribió Endō Tukugan y en 1727 Issai escribió Inaka Sōji. Su pleno desarrollo llegaría más tarde, en 1752, con Jōkanbō Kōa e Imayō Heta Dangi.
Este género existió en 1752 y 1800 y evolucionó al kokkeibon a principios del siglo XIX.

## Obras principales
- Endō Tukugan (艶道通鑑) (1715)
- Inaka Sōji (田舎荘子) (1727)
- Imayō Heta Dangi (当世下手談義) (1752)
- Kyōkunzō Nagamochi (教訓雑長持) (1752)
- Sentō Shinwa (銭湯新話) (1754)
- Nenashigusa (根南志具佐) (1763)
- Fūryū Shidōken-den (風流志道軒伝)(1763)
- Wasō Byōe (和荘兵衛) (1774